# 埃洛恩河
埃洛恩河（法語：Élorn，法語發音：[elɔʁn]）是法國的河流，位於布列塔尼，河道全長56公里，發源自科马纳以南，流經朗迪维肖和朗代诺，最終在布雷斯特注入大西洋。

## 外部連結
- http://aappmaelorn.chez-alice.fr/l'elorn.htm （页面存档备份，存于）